# 眠るアモール (カラヴァッジョ)
『眠るアモール』（ねむるアモール、伊: Amorino dormiente、英: Sleeping Cupid）は、イタリアのバロック期の巨匠ミケランジェロ・メリージ・ダ・カラヴァッジョが1608年にキャンバス上に油彩で制作した絵画で、彼がマルタ島、および南イタリアで描いた唯一の異教的主題の作品である。フィレンツェのピッティ宮殿内にあるパラティーナ美術館に所蔵されている。

## 作品
カラヴァッジョの多くの作品とは異なり、この作品は正確な制作年代がわかっている。マルタ騎士団の統領であるアロフ・ド・ヴィニャクールから、フィレンツェ出身のフラ・フランチェスコ・デッランテッラの (Fra Francesco dell'Antella) ために委嘱され、絵画の裏面には「カラヴァッジョ出身のミケル・アンジェロ・マレージ氏の作品、マルタにて、1608年」と記されている。デッランテッラは、カラヴァッジョがマルタに行った時には40歳であった。彼は軍人というよりは文人気質の騎士で、ヴィニャクールの秘書として活躍していた。本作は、早い時期に彼がフィレンツェに持ち帰ったものである。
アモールは愛の象徴である。彼の弓の弦は折れ、矢は脇に投げ出されている。この状態で眠るアモールの主題は、情熱に惑わされることなく理性が働いている状態を表す。言い換えるなら世俗的な喜びの放棄を意味しており、厳しい戒律下に生活する騎士たちにふさわしい教訓的な主題である。デッランテッラは、騎士としての貞操の誓いを思い起こすためにこの絵画を依頼したのかもしれない。眠るアモールという主題には古代彫刻やミケランジェロの作品 (現存しない) などの先例があり、本作のアモール像は、ローマにいた時期に古代やルネサンスの作例から人体表現について必要なすべてのことを学んだカラヴァッジョにより見事に造形されている。とはいえ、このアモールには実際に4歳くらいの幼児が寝ているかのような現実感がある。彼は、やや不自然なポーズで深い眠りに落ちている。